# Två tungor (sång)
"Två tungor" är en sång baserad på dikten "To tunger" av den norska författaren Inger Hagerup. Dikten översattes till svenska av Fred Åkerström och tonsattes av den norske vissångaren Finn Kalvik. Kalvik spelade in den till sitt album Tusenfryd og grå hverdag (1971) och Åkerström till Två tungor (1972).
2004 spelade Nina Ramsby & Martin Hederos in en cover på låten som finns med på albumet Visorna. Året efter spelade Åkerströms dotter CajsaStina Åkerström in låten till skivan De vackraste orden – Tio visor och Sofia Karlsson gjorde samma sak på skivan Visor från vinden (2007). Några år senare spelade Miriam Aïda in låten för skivan Visans väsen (2012).

### Fotnoter
1. ↑  ”Visor från vinden”. Sonloco.com. http://www.sonoloco.com/rev/composers/karlsson/vinden/visor1.html. Läst 13 maj 2012.
2. ↑  ”Tusenfryd og grå hverdag”. Discogs.com. http://www.discogs.com/Finn-Kalvik-Tusenfryd-Og-Gr%C3%A5-Hverdag/master/410308. Läst 21 mars 2014.
3. ↑  ”Två tungor”. Allmusic.com. http://www.allmusic.com/album/tva-tungor-r1034796. Läst 18 maj 2012.
4. ↑  ”Två tungor”. Allmusic.com. https://www.allmusic.com/search/songs/tv%C3%A5+tungor. Läst 18 maj 2012.
5. ↑  ”Visans väsen”. Cdon.com. http://cdon.se/musik/aida_miriam/visans_v%C3%A4sen-13796257. Läst 18 maj 2012.